# Эркебулак
Эркебулак — группа курганов эпохи бронзы в Карагандинской области Казахстана, в урочище Эркебулак, в 30 км к юго-западу от зимовья Дарат Каркаралинского района. Курганы тянутся цепочкой с северо-запада на юго-восток на 400 метров. Исследованы в 1955 году Центрально-Казахстанской археологической экспедицией (руководитель А. Х. Маргулан). В курганах найдены могильники в форме каменных ящиков, которые относятся к XIV—X векам до н. э. Предметы, обнаруженные в могильниках (глин, посуда, изделия из бронзы), относятся к позднеандроновской культуре.